# Утро в боровата гора
„Утро в боровата гора“ (на руски: Утро в сосновом лесу) е картина, нарисувана през 1889 г. от Иван Шишкин, в съавторство с Константин Савицки.
Савицки нарисувал мечетата и се подписал до Шишкин, но колекционерът Павел Третяков, след като закупил картината, заличава подписа му, твърдейки, че „като се започне от замисъла и се свърши с изпълнението, всичко говори за живописния похват, за творческия метод, характерен именно за Шишкин.“ Поради тази причина за автор на картината често се сочи само Шишкин.
Картината детайлно предава състоянието на природата, видяно от художника на остров Городомля в езерото Селигер. Картината изобразява борова гора, осветена от изгряващото слънце. Централно място в композицията заема пречупено дърво, около което играят четири мечета. Животните са показани в различни пози на игра. Шишкин рисува дърветата с голямо внимание към детайла; внимателно предава играта на светлината в короните и стволовете на борове. Усеща се дълбочината на доловете, мощта на вековните дървета, слънчевата светлина сякаш наднича срамежливо в тази гъста гора. Забавляващите се малки мечета чувстват настъпването на утрото.